# Campus Kollegiet i Odense
Campus Kollegiet (på engelsk Campus Hall) er et nybygget kollegium beliggende på Campusvej 1 nær Syddansk Universitet i Odense M med plads til 285 beboere. Kollegiet var klar til indflytning for de første 84 beboere den 1. september 2015, hvorefter de resterende beboere flyttede ind i etaper, efterhånden som nye etager blev færdige. Kollegiet var indflytningsklart for de sidste beboere 1. november 2015.
Kollegiet blev skænket til Syddansk Universitet af A.P. Møller og Hustru Chastine Mc-Kinney Møllers Fond til almene Formaal.

## Bygningen
Kollegiet er opbygget som 3 selvstændige tårne i 15 etager, samlet omkring en fælles kerne, der rummer fællesrummene. Af de 15 etager er de 12 beboelsesetager med 250 boliger. Bygningen indeholder 3 typer boliger: 180 stk. 1-personersboliger på 20 m², 35 stk. 2-personersboliger på 35 m², og 35 stk. boliger med øget tilgængelighed på 22 m². Alle boliger har egen altan. De øvrige etager indeholder festsal, forskerboliger og studierum. I stueetagen forefindes en offentlig tilgængelig café, vaskeri, pedelbolig, administration, samt cykelparkering, og på taget findes flere tagterasser.
Med sine 50 meters højde er kollegiet en af Odenses højeste bygninger. Grundet bygningsopbygningen er der udsigt hele vejen rundt afhængig af, hvor man står i bygningen, hvilket giver mulighed udkig over Odense by, Syddansk Universitet og den omkringliggende natur.
Det samlede areal er på ca. 15.000 m², og byggeriet opfylder kravene til Lavenergiklasse 2020, hvilket betyder at boligerne er billige i opvarmning.
Byggeriet er tegnet af Arkitektfirmaet C. F. Møller med NIRAS som rådgivende ingeniører.

## Indretningen
De 3 tårne indeholder de 250 boliger med egen altan. Alle boligerne har eget bad og overleveres fuldt møbleret med sovesofa, stole, borde og reoler. I kernen af bygningen, der binder de 3 tårne sammen, findes fællesarealerne. Disse er indrettet med 3 køkkenområder, spisepladser, fjernsynsstue og loungeområde. Alle 12 beboelsesetager er identisk indrettet med boliger og fællesområde. Bygningen er møbleret med bl.a. Verner Panton-møbler og Louis Poulsen-lamper.
Til hver lejlighed hører desuden en cykel til fri benyttelse af beboeren, mod et depositum på 500 kr.

## Campus Kollegiets Park
Sydøst for kollegiet etableres en park til bygningens beboere. Her vil man kunne finde terrasser og siddetrapper langs den eksisterende sø. Søen udvides og kommer til at fungere som et regnvandsbassin for regnvand fra park og bygning. Langs med søen plantes der rørskov og ellebevoksning. I kollegiets park vil der være mulighed for at dyrke sport på tennis-/volley-banen og fitness-området. Terrasser, sportsområder og pladserne forbindes med diagonale stisystemer, der skaber forbindelse til den omgivende by og universitetet. Campus Kollegiets park forventes at være færdig i løbet af sommeren 2016.

## Beboerne
Det er et krav, at alle beboerne skal være indskrevet som fuldtidsstuderende på Syddansk Universitet, som enten bachelor-, kandidat- eller Ph.d.-studerende - eller ansat som post.doc. Der stilles desuden krav til de studerendes studieaktivitet og studieegnethed.
Af de 250 boliger skal ca. 100 boliger gå til internationale studerende på Syddansk Universitet.

## Drift
Campus Kollegiet er ejet og bygget af Fonden Universitetskollegiet i Odense, mens administrationen og driften varetages af Kollegieboligselskabet, som bl.a. udsteder lejekontrakter, opkræver husleje og udfører syn.